# خرانج
خرانج أو خرانق أو خرنق منطقة عراقية، في مقاطعة خضر الماي بقضاء سفوان بمحافظة البصرة بصحراء الدبدبة، بالبادية العراقية أقصى جنوب العراق، ولا يزال في أرضها ألغام تُباغِت رعاة الأغنام. وفيها مخفر خرانج الحدودي. فيها آبار ماء، منطقتا خرنج وخرانج يغذيهما تكوُّن مِن مياه وادي الباطن ذو ملوحة معتدلة تتفاوت أملاحها المذابة من 75 إلى 2500 ميكروموز/سم3 وإنتاجيات الآبار متفاوتة من 1 – 4 لترات في الثانية، تعتمد على ما يخترقه البئر من طبقات نفاذة، قال البكري في معجمه "الخِرْنق بكسر أوله وإسكان ثانيه، بعده نون مكسورة وقاف: موضع بين ذات عرق والبصرة"، وقال الخليل: الخرنق اسم حَمّة أو حوض"، وقال ياقوت "الخرنق وعل الأرنب وهو موضع بين مكة والبصرة"، قال علي المياحي "وتأتي تسمية الموضع حالياً بصيغة الجمع (خرانق) ويقع في الزاوية الجنوبية من حدود العراق قريباً من (خضر الماء)"، وقال "ففي مناطق المياه الجوفية حيث توجد الآبار والعيون تمتد الواحات والقرى امتداداً طولياً متقطعاً غرب وادي الفرات يأخذ اتجاهاً جنوبياً شمالياً من قرية خرانج وصفوان والشبكة والسلمان وعين تمر حتى خط الحدود". يسكن خرانج بدو عرب عراقيون من قبائل الجشعم، ثم اتجهَ إلى خرانج زحف وتوسع سكاني بعد سنة 2012.

## حوادث
- يورانيوم: تابع الباحث اللواء عبد الوهاب محمد الجبوري ملف استخدام الجيش الأمريكي لإطلاقات يورانيوم غير منفلقة منذ عام 1993 حتى العام 2001 حيث وجد الباحث عينات في محطة خرانج العراقية الواقعة قرب الحدود العراقية الكويتية السعودية وأعلنها مع زملائه في اللجنة الطبية والعلمية المشتركة في وسائل الإعلام العالمية المختلفة منذ العام 1993.[12][13]
- في 22 تشرين الثاني سنة 1991م قال فارق حمدي في جريدة الجمهورية الحكومية "عثرَت قبائل (الجشعم) التي تقطن في وسط وأطراف البادية الجنوبية في مناطق خرانج وخضر الماي والرجي وصليلة عند الحدود المتاخمة للسعودية ومنطقة الكويت على مقابر جماعية للجنود والمدنيين العراقيين ضحايا المجزرة التي نفذتها القوات الأمريكية والأطلسية وكان الجنود بملابسهم العسكرية وأسلحتهم الخفيفة وحاجياتهم الأخرى دون أن تظهر على أجسامهم آية آثار أو جروح جراء القصف المعادي وقال الشيخ عبد الله الجشعم رئيس عشائر الجشعم العربية لمندوب الجمهورية إن أفراد عشيرته عثروا على مقبرتين جماعيتين للمقاتلين والمدنيين العراقيين الذين دُفنوا على شكل أكداس وجماعات بواقع (4 - 5) أفراد لكل مقطع قبر وقد أهيلت عليهم الأتربة والأنقاض بصورة عشوائية كما اتضح بواسطة الجرارات والشفلات، وأشار إلى أنه تم التعرف على عدد من الشهداء في هذه المقابر وتم نقل رفات أكثر من أربعين شخصاً إلى أهلهم وذويهم بينما أجريت مراسم الدفن للشهداء الآخرين مجهولي الهوية وأفاد الشيخ الجشعمي أن من بين الشهداء مِمن دُفنوا في المقابر الجماعية مقاتلون من محافظات كربلاء والنجف وذي قار والمثنى وأضاف أن مقابر جماعية أخرى في الصحراء تم العثور فيها على أطفال ونساء وشيوخ بملابسهم المدنية وممن كانوا يقطنون البادية الجنوبية ومن بينهم عوائل من عشيرة الجشعم ومن البدو الرحل الذين كانوا يرعون (الحلال) في تلك المنطقة وقال إن من بين عوائل الشهداء التي تم العثور عليها في المقابر الجماعية عوائل (جبر الجبريت) و(منشد حطاب و(ثامر مسير) و(جياد عواد) و(خالد ماهود) و(صكر عبد الله) عكاب و(سلطان بدر فدعم) وأشار إلى أن هذه المقابر الجماعية بين العراق والسعودية ومنطقة الكويت بعمق يتراوح بين 10 و12 كيلومتراً داخل الأراضي العراقية وقال مندوب الجمهورية إن فريق العمل المكلف بمتابعة وقائع الجريمة الأمريكية لم يتمكن من الوصول إلى منطقة المقابر بسبب قيام القوات الأمريكية والمتحالفة معها بزرعها بآلاف الألغام والحاويات وبالقنابر التشظوية التي ألقتها القاصفات الأمريكية من طراز (ب - 52) التي تسببت حتى الآن في قتل العديد من الأطفال والشيوخ من البدو الرحل".[10]

- وفي سنة 2000 مقبرة جماعية: عثرت فرق بحثية للمحافظة على البيئة بالبصرة على مقابر جماعية لجنود عراقيين أثناء قيامها بمهمة معاونة المزارعين العراقيين في المنطقة الواقعة بين ناحية سفوان ومنطقة خرانج - خضر الماي في البادية الجنوبية بمحاذاة الحدود العراقية الكويتية السعودية التي كانت واحدة من ساحات معركة حرب الخليج الثاني/أم المعارك سنة 1991.[14]
- وفي سنة 2006: أكدت نتيجة بحث الباحثين سعد متي وخاجاك فروير وارتانيان في كتابه (دراسة التراكيب السطحية للنماذج الملوثة باليورانيوم المنضب) أن منطقة خرانج وخضر الماء وجريشان وجبل سنام فيهن نشاط إشعاعي من خلال التحاليل التي تؤكد وجود النظائر المشعة نتيجة تحلل DU ، كذلك بيّنت النتائج أن هذه المناطق ذات إشعاعي قيمته 10*18-3 mRm/h نتيجة تعرض المنطقة لمادة DU حيث تم التقاط احدى القذائف غير المنفلقة من هذه المنطقة من قبل المسؤولين من دائرة حماية وتحسين البيئة في البصرة بالنسبة للفحوصات المجهرية للنماذج الترابية حيث بينت زيادة في تبلور الحبيبات الترابية وبراقة سطوحها مع زيادة في معدلات اقطارها المتعرضة لأشعة المنبعثة من مادة DU وذلك بالمقارنة مع نموذج غير معرض لهذه المادة.[15]

وقال الباحث البيئي خاجاك فروير وارتانيان إنه "في سنة 2008 عقد مؤتمر في البصرة بحضور أميركيين، طرحت خلاله قضية المواقع المشعة ضمن عدة بحوث أكدت كلها ان القوات الأميركية تسببت بها جراء استعمال ذخائر اليورانيوم المنضب. ولما نفى الأميركيون حصول مثل هذه المخاطر، سلمتهم خرائط لهذه المواقع، وطلبت منهم الكشف عليها. وبعد شهر من ذلك طلبت لقاءهم، وهنا اعترفوا بوجود مواقع ملوثة، لكنهم ادعوا انها لا تؤثر على صحة الإنسان. وفي اللقاء الثاني وبعد قراءتهم لبحوث اجريناها ومقارنة معدل الاشعاع في البصرة والمسموح به في الولايات الامريكية، تغير التوجه الأميركي نحو التخلص من الاهداف وتحديد مواقع للطمر، واخترنا منطقة خضر الماي وخرانج (180 كم غرب البصرة) لتكون موقع لتجميع القطع الملوثة" وفي تشرين الأول سنة 2009 بدأ مشروع نقل الاهداف الملوثة باليورانيوم من البصرة، بتمويل فيلق الاعمار الأمريكي، وباشراف وزارتي البيئة والعلوم والتكنولوجيا. ونقل 200 طن، حسب مدير بيئة المنطقة الجنوبية طه القريشي الذي قال إن هذه العملية أدت لرفع جميع المواقع الملوثة من داخل مركز مدينة البصرة".